# William Nassau de Zuylestein
William Nassau de Zuylestein (17 de septiembre de 1717 - 29 de septiembre de 1781) conocido por su título nobiliario conde de Rochford, fue un diplomático y político británico al servicio de Jorge III.
Fue embajador en Madrid entre diciembre de 1763 y mayo de 1766, luego fue trasladado a París durante dos años hasta volver a Londres.
El 22 de enero de 1771 Rochford firmó la Declaración Masserano - Rochford para lograr solución pacífica a la crisis diplomática por las islas Malvinas de 1770, que llevó al borde de la guerra a España y Gran Bretaña